# Chynhalls Point
Chynhalls Point är en udde i Storbritannien.   Den ligger i grevskapet Cornwall och riksdelen England, i den södra delen av landet, 400 km väster om huvudstaden London.
Terrängen inåt land är platt. Havet är nära Chynhalls Point åt sydost.  Närmaste större samhälle är Falmouth, 15,4 km norr om Chynhalls Point. 